# فراندینا
فراندینا (به ایتالیایی: Ferrandina) یک کومونه در ایتالیا است که در استان ماترا واقع شده‌است.

## خصوصیات
فراندینا ۲۱۵ کیلومترمربع مساحت و ۹٬۱۱۷ نفر جمعیت دارد و ۴۲۰ متر بالاتر از سطح دریا واقع شده‌است.